# Storryssland

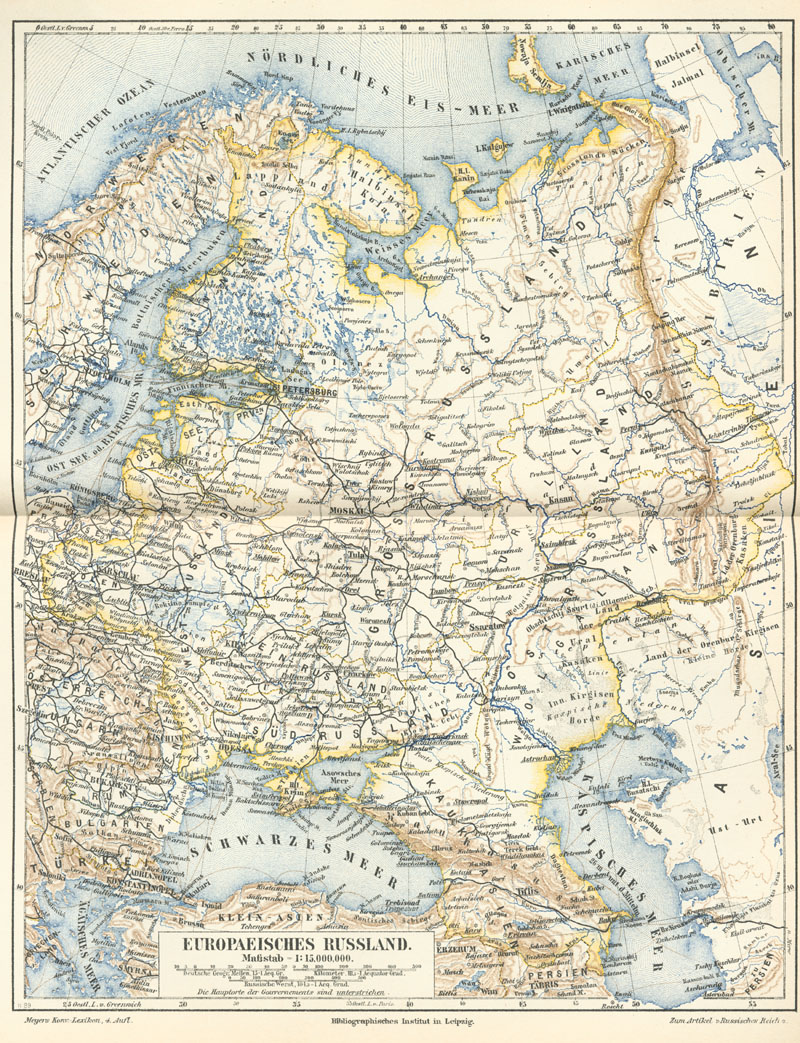

Storryssland, eller Stor-Ryssland, (ryska: Великороссия/Velikorossija, Великая Россия/Velikaja Rossija, Великая Русь/Velikaja Rus, Великороссия/Velikorossija) är en gammal benämning på vad som tidigare var den mellersta och största delen av europeiska Ryssland, som omfattar det huvudsakligen av storryssar bebodda området mellan Norra Ishavet och Vita havet i norr, Finland och Belarus i väst, Ukraina och Donkosackernas land i sydväst och söder, de forna tatariska rikena i sydöst och Sibirien med Uralbergen i öster. Efter Sovjetunionens bildande ingick det mesta av Storryssland i Ryska sovjetiska federativa socialistrepubliken, och begreppet har därefter fallit ur bruk till förmån för "Ryssland".

## Storlek
Areal var 2 319 644 km². Delvis genom den nordryska landåsen var Storryssland delat i en nordlig och en sydlig del, av vilka den förra omfattade 1 410 427 km², varav mer än 1/3 är ofruktbar ödemark och omkring 1/2 skog. Befolkningen uppgick till omkring 2 inv/km². Det sydliga Storryssland hade en areal av 909 617 km² och en folkmängd av kanske 50 inv/km². De nio centrala guvernementen utgjorde kärnan i det forna Moskvariket.